# MTH Biler
MTH Biler A/S er en dansk bilforhandler- og autoværkstedskæde med otte afdelinger i Midt- og Nordjylland samt hovedkvarter i Nykøbing Mors. De forhandler, markedsfører, servicerer og vedligeholder personbiler og varebiler af mærket Toyota.  MTH Biler har afdelinger i Nykøbing Mors, Thisted, Brovst, Løgstør, Aars, Grenå, Randers og Hadsund. 
Virksomheden blev etableret i 1976 på Mors. I 2018 skiftede de navn til MTH Biler. Selskabet er siden 2016 ejet af Kasper Mark Kristensen. I 2024 havde de ca. 155 ansatte. Navnet MTH står Mors, Thy, Han Herred og Himmerland.